# Municipio de Gum Woods
El municipio de Gum Woods (en inglés: Gum Woods Township) es un municipio ubicado en el condado de Lonoke en el estado estadounidense de Arkansas. En el año 2010 tenía una población de 2997 habitantes y una densidad poblacional de 30,83 personas por km².

## Geografía
El municipio de Gum Woods se encuentra ubicado en las coordenadas 34°32′8″N 91°58′46″O / 34.53556, -91.97944. Según la Oficina del Censo de los Estados Unidos, el municipio tiene una superficie total de 97.22 km², de la cual 95,94 km² corresponden a tierra firme y (1,32 %) 1,28 km² es agua.

## Demografía
Según el censo de 2010, había 2997 personas residiendo en el municipio de Gum Woods. La densidad de población era de 30,83 hab./km². De los 2997 habitantes, el municipio de Gum Woods estaba compuesto por el 65,77 % blancos, el 31,77 % eran afroamericanos, el 0,17 % eran amerindios, el 0,1 % eran asiáticos, el 0,8 % eran de otras razas y el 1,4 % eran de una mezcla de razas. Del total de la población el 1,9 % eran hispanos o latinos de cualquier raza.